# Mrs. Eastwood & Company
Mrs. Eastwood & Company é um reality de televisão americano que estreou em 20 de maio de 2012, no E!. O show narra a vida de Dina Eastwood, a então esposa do ator e diretor Clint Eastwood, e de suas filhas, Francesca e Morgan. Dina é a empresária de um grupo a  capela de seis pessoas, Overtone, que também vivem com o Eastwoods na sua mansão em Carmel-by-the-Sea, na Califórnia.

## Elenco

### Elenco principal
- Dina Ruiz Eastwood:[4] Dina é uma antiga repórter de notícias e personalidade da televisão, que é casada com Clint Eastwood desde 1996.
- Francesca Eastwood:[4] Com 20 anos de idade, ela é a enteada de Dina. É filha de Clint e Frances Fisher, sua esposa anterior. Ela vive em Los Angeles com seu namorado.
- Morgan Eastwood:[4] Com 16 anos de idade, ela é a filha de Dina e Clint.
- Overtone: é uma banda a capela de Joanesburgo, África do Sul. Dina os descobriu durante a produção do filme de seu marido, Invictus. Dina tornou-se sua empresária e e mudou-se com a banda para a Califórnia para ajudá-los a assinar um contrato de gravação.

### Elenco de apoio
- Tyler Shields:[4] Fotógrafo e namorado de Francesca.
- Lisa Thrash: empregada dos Eastwood.
- Dominic "Dom" Ruiz:[4] Irmão de Dina e gerente de estrada da Overtone.
- Jade Marx-Berti: Esposa de Dominic. Ela é atriz e neta de Groucho Marx.
- Clint Eastwood: Marido de Dina marido e pai de Francesca e Morgan. Ele é um famoso ator, diretor e ex-prefeito de Carmel.

## Episódios
| No. | Título                                  | Exibição original   | Audiência (em milhões) |
| --- | --------------------------------------- | ------------------- | ---------------------- |
| 0   | "Meet Mrs. Eastwood & Company"          | 6 de maio de 2012   | 0.76                   |
| 1   | "A Band of Eastwoods"                   | 20 de maio de 2012  | 1.09                   |
| 2   | "London Bridge"                         | 27 de maio de 2012  | 0.96                   |
| 3   | "Material Things"                       | 28 de maio de 2012  | 1.09                   |
| 4   | "Mayhem in Maui"                        | 10 de junho de 2012 | 0.90                   |
| 5   | "If the Nose Ain't Broke, Don't Fix It" | 17 de junho de 2012 | 1.27                   |
| 6   | "Mrs. Doubt Tyler"                      | 24 de junho de 2012 | 1.13                   |
| 7   | "Don't Call Me Baby"                    | 1 de julho de 2012  | 1.19                   |
| 8   | "Defensive Shields"                     | 8 de julho de 2012  | 1.06                   |
| 9   | "Morgified"                             | 15 de julho de 2012 | 1.19                   |
| 10  | "Splash of Freedom"                     | 22 de julho de 2012 | 1.13                   |